# Promachus ghumtiensis
Promachus ghumtiensis är en tvåvingeart som beskrevs av Stanley Willard Bromley 1935. Promachus ghumtiensis ingår i släktet Promachus och familjen rovflugor. Inga underarter finns listade i Catalogue of Life.